# Святослав Игоревич
Святосла́в И́горевич  (церк.-слав. Свѧтославъ Игоревичь; между 920 и 942 — весна или март 972) — князь новгородский и великий князь киевский с 945 (фактически с 961) по 972 год, прославился как полководец. Известен разгромом Хазарского каганата, что привело к закреплению Руси в донском и окском бассейнах.
Формально Святослав стал правителем в трёхлетнем возрасте после гибели в 945 году отца, киевского князя Игоря, но самостоятельное правление началось, как можно судить по косвенным данным, около 961 года (по летописи в 964 году). При Святославе Киевской Русью в значительной мере правила его мать — княгиня Ольга, сначала из-за малолетства Святослава, затем из-за его постоянного пребывания в военных походах. При возвращении из похода на Болгарию Святослав был убит печенегами в 972 году на днепровских порогах.

## Имя
Святослав — первый достоверно известный киевский князь со славянским именем, тогда как его родители носили имена с скандинавской этимологией.

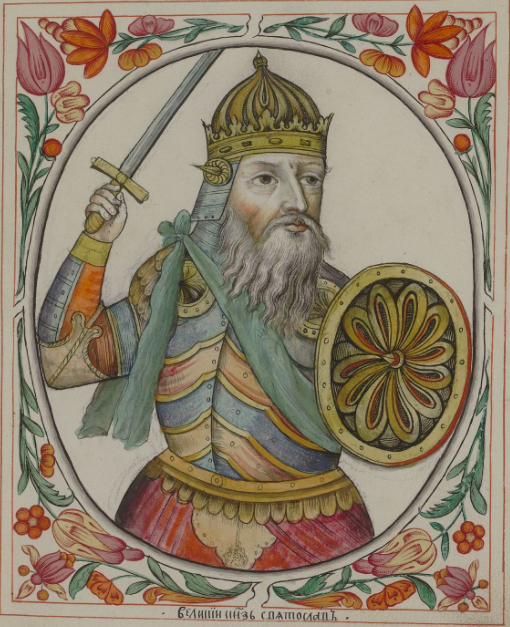
Условный портрет Святослава Игоревича из Царского титулярника, XVII век

В византийских источниках X века его имя записано как Сфендославос (др.-греч. Σφενδοσθλάβος), откуда историки, начиная с В. Н. Татищева, делали предположение о соединении скандинавского имени Свен (дат. Svend, др.-сканд. Sveinn, совр. швед. Sven) со славянским княжеским окончанием -слав. Однако в современной историографии такая трактовка считается неправдоподобной. Со Свент- начинаются в иноязычной передаче и другие славянские имена на Свят-, например, имя Святополка (в источниках др.-в.-нем. Zwentibald — Цвентибальд, или лат. Suentepulcus — Свентипулк), князя Великой Моравии в 870—894 годах, или киевского князя 1015—1019 годов Святополка Владимировича (лат. Suentepulcus у Титмара Мерзебургского). Согласно этимологическому словарю Фасмера, начальная часть этих имён восходит к праслав. *svent-, который после утраты носовых гласных даёт современное восточнославянское свят — святой. Носовые гласные сохранились до настоящего времени в польском языке (пол. święty — святой).
В прошлом отмечалось, что первая часть имени Святослава по значению соотносится со скандинавскими именами его матери Ольги и князя Олега Вещего (др.-сканд. Helgi — святой, др.-сканд. Helga — святая), а вторая — имени Рюрика (др.-сканд. Hrorekr — славой могучий), что соответствует раннесредневековой традиции учитывать при имянаречении имена других членов княжеской семьи. Однако современные исследователи ставят возможность такого перевода имён с одного языка на другой под сомнение. Историк Е. А. Рыдзевская считала такую трактовку имени Святослава антиисторической. Женский вариант имени Святослав — Святослава — носила сестра датского и английского короля Кнуда I Великого, мать которой была родом из польской династии Пястов.
В 1912 году на территории Десятинной церкви в Киеве Дмитрий Милеев проводил раскопки. При этом была найдена свинцовая вислая актовая печать, где, помимо изображения княжеского двузубца, сохранилось греческое написание имени Святослав.
Галицко-Волынская летопись XIII века под 1254 годом называет князя церк.-слав. Святославъ Хоробры. В позднейших источниках, начиная с работы конца XVIII века «Зерцало российских государей» литератора Тимофея Мальгина, встречается Святослав Храбрый.

## Биография

### Дата рождения
Исследователи много дискутируют насчёт года рождения князя, приводя свои версии о дате. В основном историки обосновывают те даты, которые не выходят за временные рамки между 920—942 годами.
Согласно древнерусским летописям, Святослав был единственным сыном киевского князя Игоря и княгини Ольги. Год его рождения точно неизвестен. По Ипатьевскому списку, Святослав родился в 942 году, однако в других списках Повести временных лет, например, Лаврентьевском, такой записи нет. Исследователей настораживает пропуск такой важной информации переписчиками, хотя она и не противоречит другим сообщениям. Тем не менее, 942 год как дату рождения Святослава приводят и многие историки. Однако другие исследователи оставляют эту дату рождения под вопросом.
Есть версия, что Святослав родился примерно в 941 году (при этом В. В. Фортунатов отмечает, что в этом случае его матери княгине Ольге должно было быть не менее 55 лет). Л. В. Войтович считает, что князь родился примерно в 938 году.
В литературе как год рождения Святослава упоминается также 920, что противоречит известным сведениям о правлении Святослава. А. С. Королёв считает, что, вероятнее всего, Святослав родился где-то в 920-х годах.
По мнению П. П. Толочко, Святослав родился не ранее 930—932 годов.
По версии О. М. Рапова, Святослав родился в год смерти царя Болгарии Симеона, то есть в 927 году. Эту дату как наиболее вероятную приводит и ряд других историков.
В некоторых изданиях и вовсе опускается дата рождения, и этот вопрос никак не поднимается.

### Детство и княжение в Новгороде
Первое упоминание Святослава в синхронном историческом документе содержится в русско-византийском договоре князя Игоря от 944 года.
Князь Игорь Рюрикович, по летописной версии, был убит осенью 945 года древлянами за взимание с них непомерной дани. Его вдова Ольга, ставшая регентшей при трёхлетнем сыне, пошла на следующий год с войском в землю древлян. Сражение открыл четырёхлетний Святослав:

…[бросил] копьём в древлян, и копьё пролетело между ушей коня и ударило коня по ногам, ибо был Святослав ещё дитя. И сказали Свенельд [воевода] и Асмуд [кормилец]: «Князь уже начал; последуем, дружина, за князем».
— Повесть временных лет
Дружина Игоря победила древлян, Ольга принудила их к покорности, а затем ездила по Руси, выстраивая систему правления.
Согласно летописи, Святослав всё детство находился при матери в Киеве, что противоречит замечанию византийского императора Константина Багрянородного (около 949):
Приходящие из внешней Росии в Константинополь моноксилы являются одни из Немогарда, в котором сидел Сфендослав, сын Ингора, архонта Росии.Константин Багрянородный
В Немогарде Константина обычно видят Новгород, которым сыновья киевских князей традиционно владели и впоследствии. Фразу часто толкуют как указание на то, что Святослав был посажен в Новгород при жизни отца. Константин упоминает имя Святослава без титула также при описании визита Ольги в Константинополь (957).

### Начало самостоятельного правления

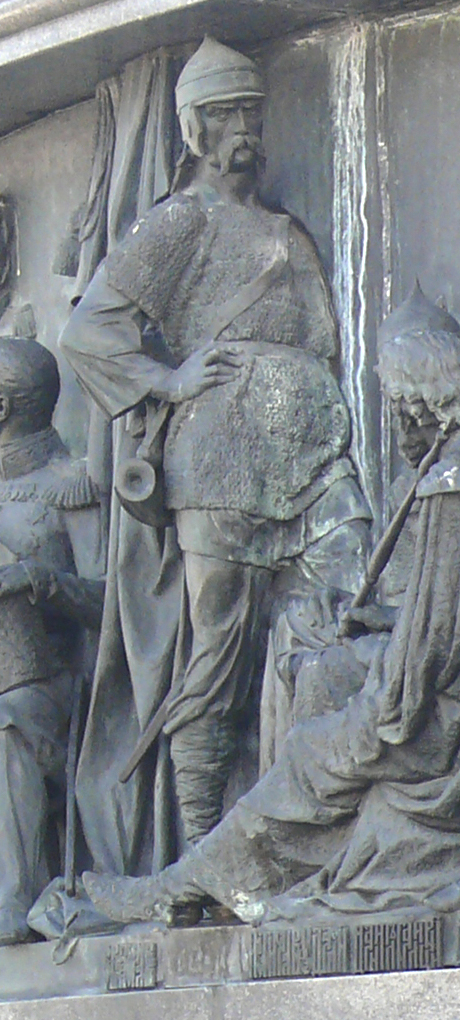
Святослав Игоревич на памятнике «1000-летие России» в Великом Новгороде

Княгиня Ольга крестилась в 955—957 годах и пыталась обратить в христианство и сына. Но Святослав до конца оставался язычником, объясняя, что христианин не будет пользоваться авторитетом у дружины. Летописец цитирует апостола Павла:
Для неверующих вера христианская юродство есть
Во время посольства Ольги в Константинополь в её делегацию входили и «люди Святослава», получившие на первом приёме даров даже меньше, чем рабыни Ольги, а в протоколе второго приёма вообще не упомянутые. А. В. Назаренко предполагает, что одной из целей переговоров Ольги был брак Святослава с греческой царевной и что после отказа в таком браке «люди Святослава» были оскорблены и покинули Константинополь уже после первого приёма, а Святослав решил остаться в язычестве.

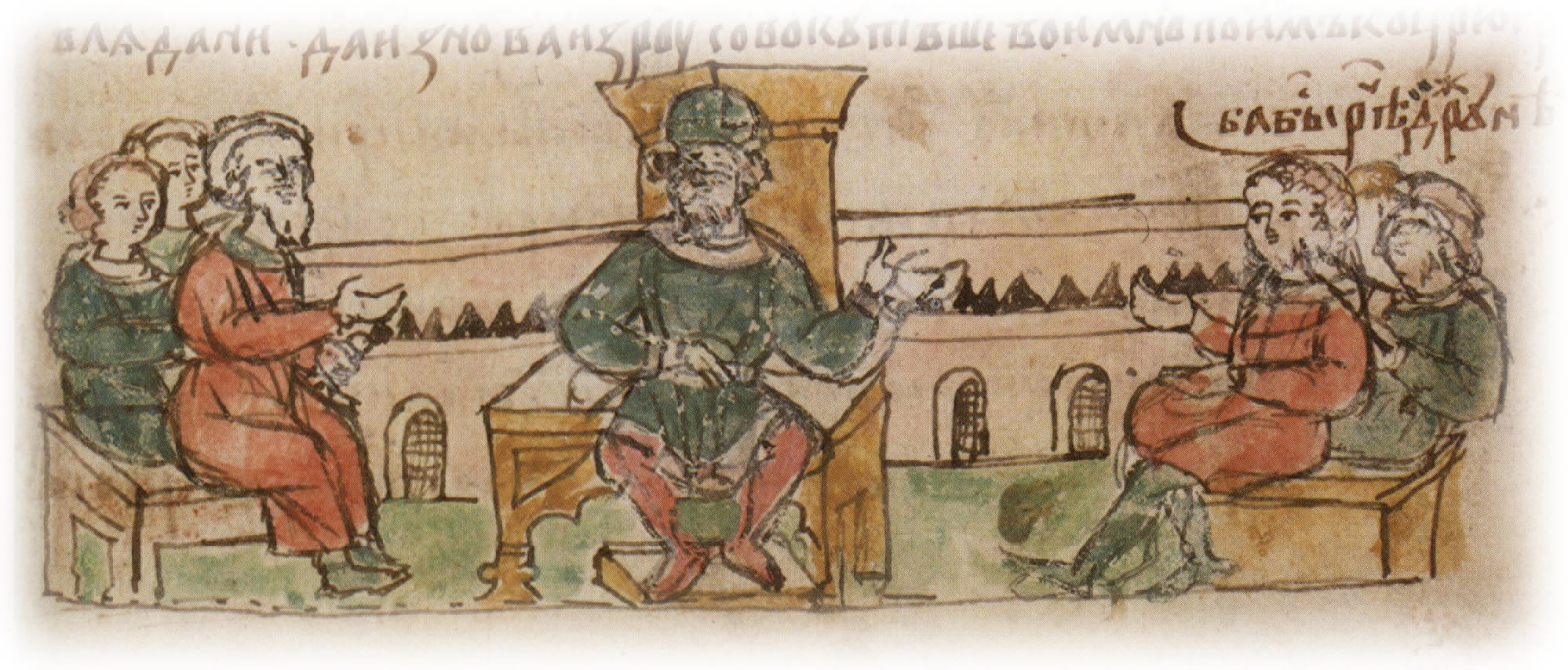
Совет Святослава со своей дружиной

Западноевропейская хроника Продолжателя Регинона сообщает под 959 годом о послах Ольги, «королевы Ругов», к королю Германии Оттону I Великому по вопросу крещения Руси. Однако в 961 году миссия епископа Адальберта, посланная Оттоном I в Киев, потерпела неудачу — вероятно, что это произошло из-за сопротивления Святослава и свидетельствует о его приходе к власти между 959 и 961 годами.
О первых самостоятельных шагах Святослава «Повесть временных лет» сообщает с 964 года:

Когда Святослав вырос и возмужал, стал он собирать много воинов храбрых, и быстрым был, словно пардус, и много воевал. В походах же не возил за собою ни возов, ни котлов, не варил мяса, но, тонко нарезав конину, или зверину, или говядину и зажарив на углях, так ел; не имел он шатра, но спал, постилая потник с седлом в головах, — такими же были и все остальные его воины. И посылал в иные земли [посланников, как правило, перед объявлением войны] со словами: «Иду на вы!»
— Повесть временных лет

### Хазарский поход

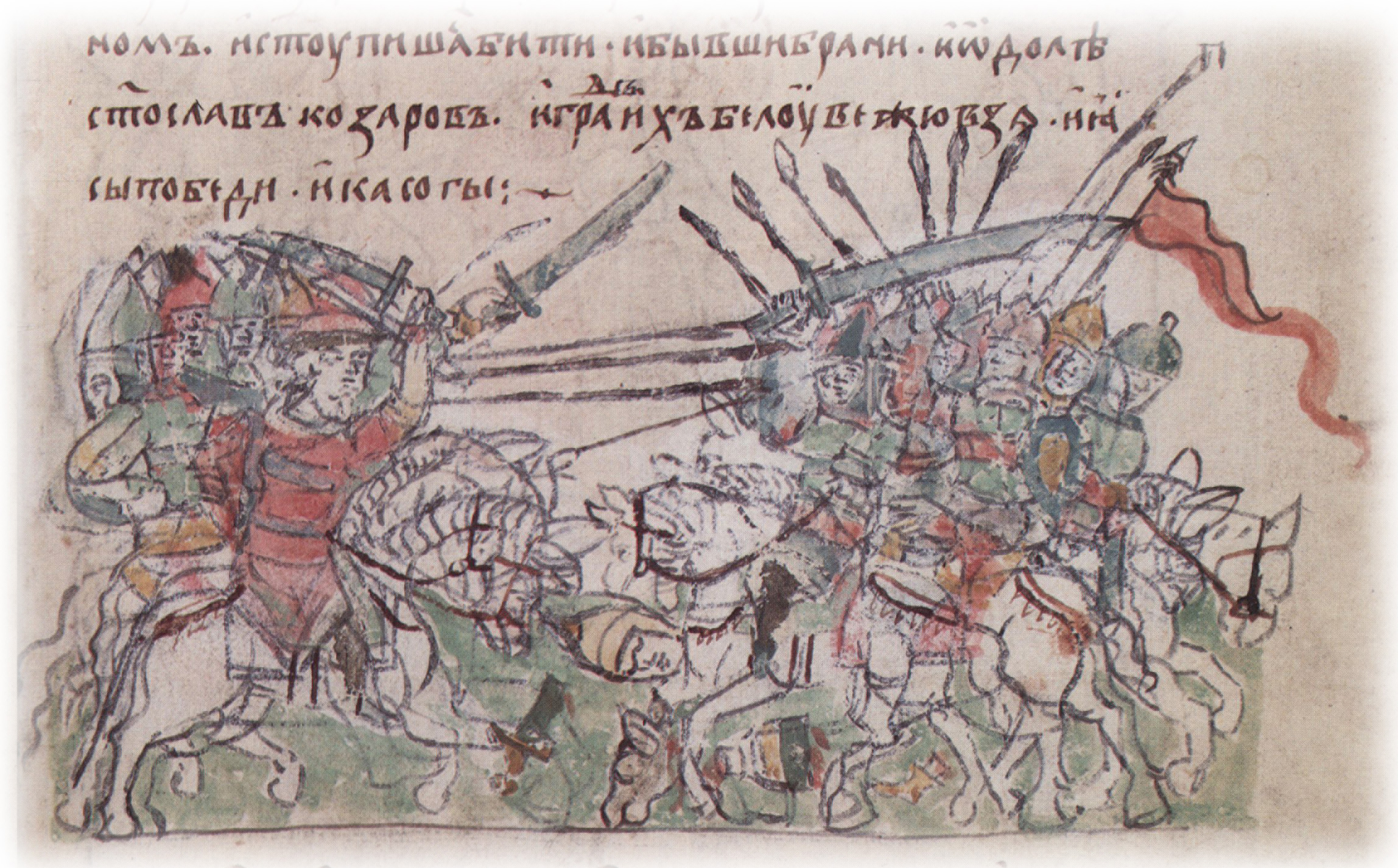
Сражение войск Святослава с войсками хазарского «князя Кагана», закончившееся победой руси (965). Миниатюра из Радзивилловской летописи, конец XV века

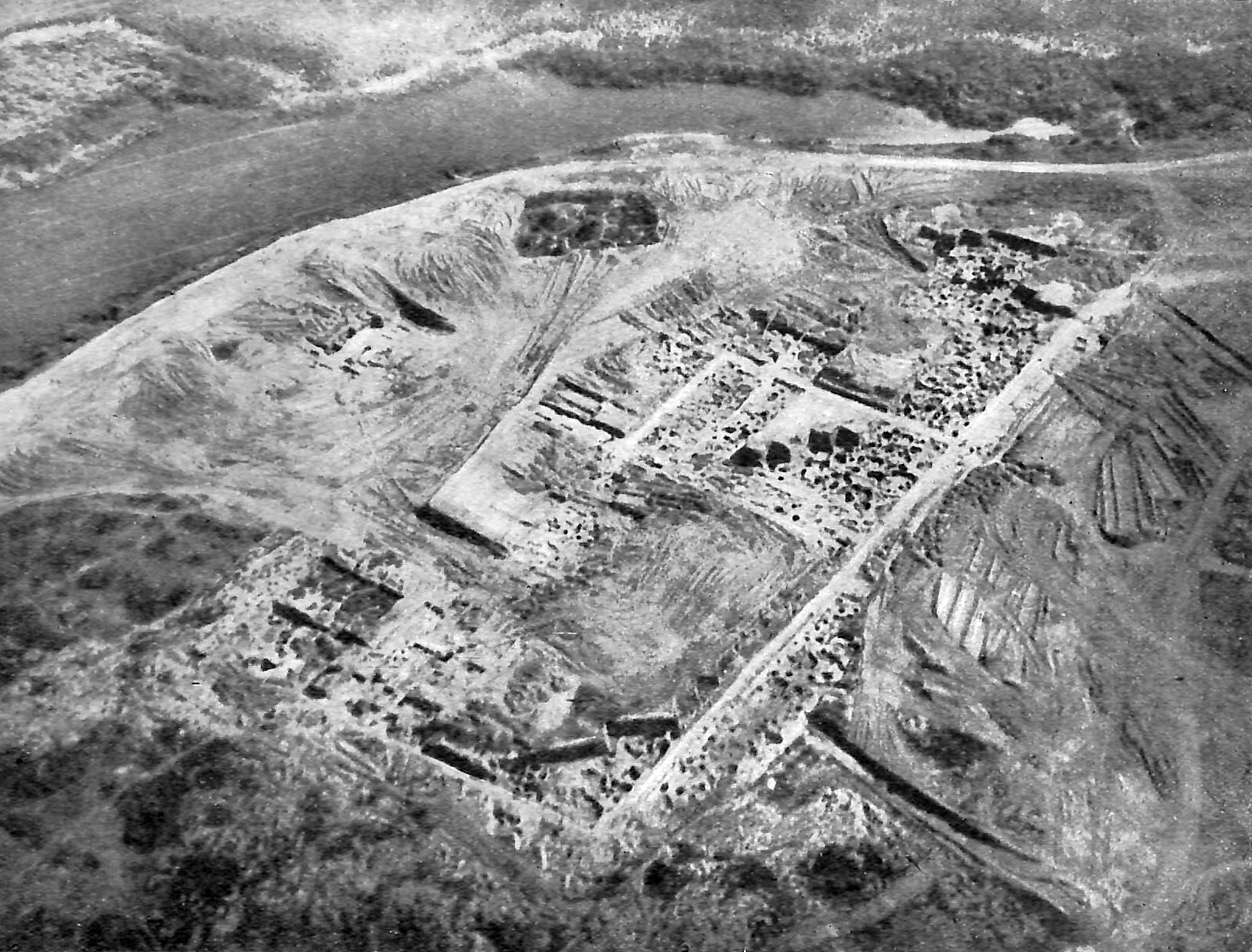
Руины Саркела (Белой Вежи). Аэрофотоснимок 1951 года

В «Повести временных лет» отмечено, что в 964 году Святослав «пошёл на Оку реку и на Волгу, и встретил вятичей». Не исключено, что в это время, когда главной целью Святослава было нанесение удара по хазарам, он не подчинил вятичей, то есть ещё не обложил их данью.
В 965 году Святослав атаковал Хазарию:

В лето 6473 (965) пошёл Святослав на хазар. Услышав же, хазары вышли навстречу ему со своим князем каганом и сошлись биться, и в битве одолел Святослав хазар, и град их и Белую Вежу взял. И победил ясов и касогов.
— Повесть временных лет
Современник событий Ибн-Хаукаль относит поход к чуть более позднему времени и сообщает также о войне с Волжской Булгарией, известия о которой не подтверждены другими источниками:

Булгар — город небольшой, нет в нём многочисленных округов, и был известен тем, что был портом для упомянутых выше государств, и опустошили его русы и пришли на Хазаран, Самандар и Итиль в году 358 (968/969) и отправились тотчас же после к стране Рум и Андалус… И ал-Хазар — сторона, и есть в ней город, называемый Самандар, и он в пространстве между ней и Баб ал-Абвабом, и были в нём многочисленные сады…, но вот пришли туда русы, и не осталось в городе том ни винограда, ни изюма.
— Ибн Хаукаль. «Книга путей и государств»
По одной версии, Святослав вначале взял Саркел на Дону (в 965 году), затем вторым походом в 968/969 году покорил Итиль — хазарскую столицу в устье Волги, и Семендер — второй крупный хазарский город, находившийся на побережье Каспийского моря. По другой версии, имел место один большой поход 965 года, русское войско двигалось вниз по Волге и взятие Итиля предшествовало взятию Саркела.
Святослав не только сокрушил Хазарский каганат, но и пытался закрепить завоёванные территории за собой. На месте Саркела появилось славянское поселение Белая Вежа. Возможно, тогда же под власть Киева перешла Тмутаракань. Есть сведения о том, что русские отряды находились в Итиле до начала 980-х годов.

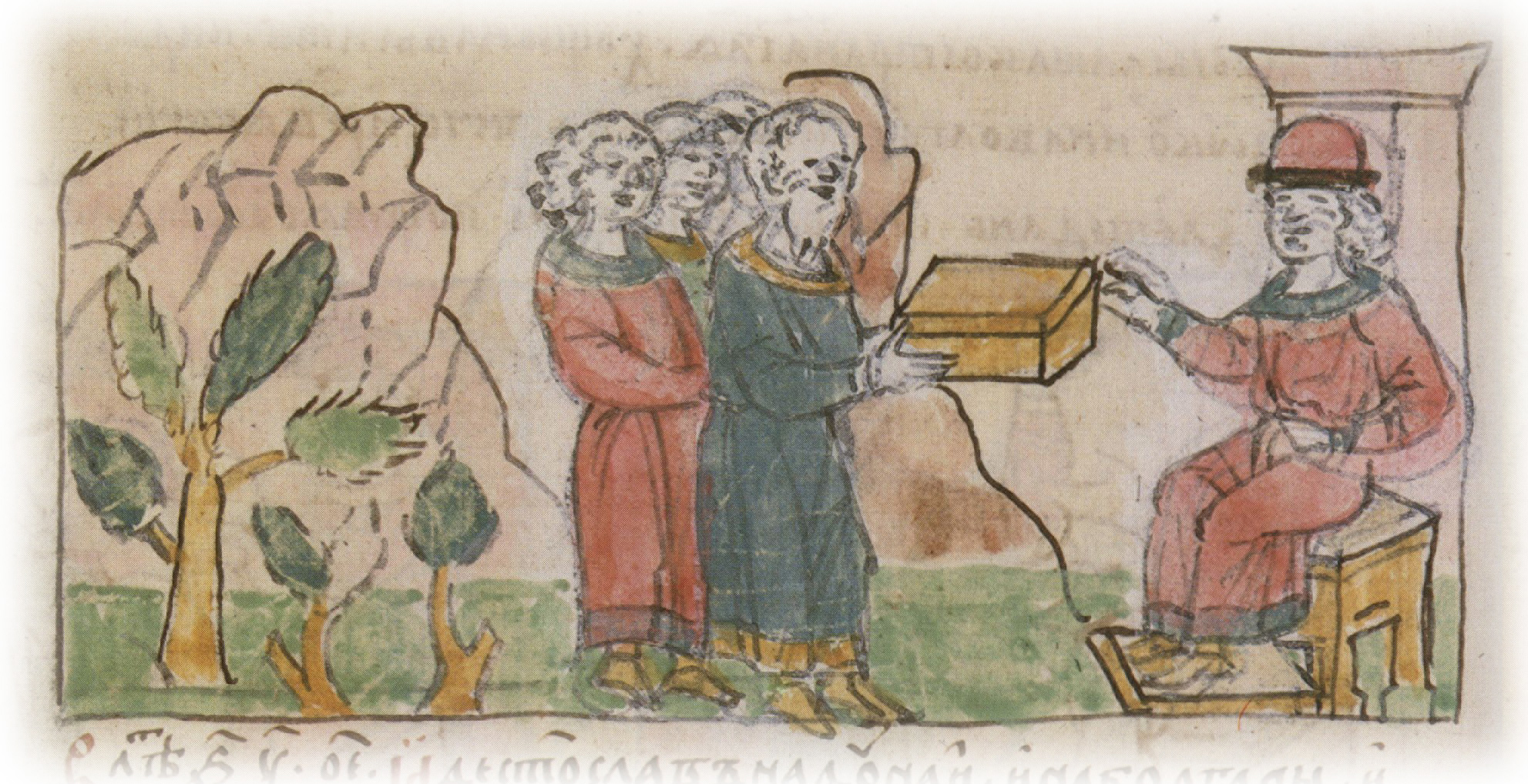
Приношение вятичами дани Святославу Игоревичу (966). Миниатюра из Радзивилловской летописи, конец XV века

Под 966 годом, уже после разгрома хазар, в «Повести временных лет» сообщается о повторной победе над вятичами и наложении на них дани.

### Война с Болгарским царством (968—969)
В 967 году между Византией и Болгарским царством разгорелся конфликт, причину которого источники излагают по-разному. В 967/968 году византийский император Никифор Фока отправил к Святославу посольство. Главе посольства Калокиру было передано 15 кентинариев золота (примерно 455 кг), чтобы направить русов в набег на Болгарию. Согласно одной из версий, Византия хотела сокрушить Болгарское царство чужими руками, а заодно ослабить Киевскую Русь, которая после присоединения Хазарии могла обратить свой взгляд на крымские владения империи. По другой версии, цель Византии заключалась лишь в обуздании агрессии болгарского царя чужими руками, что было стандартной практикой византийской внешней политики.

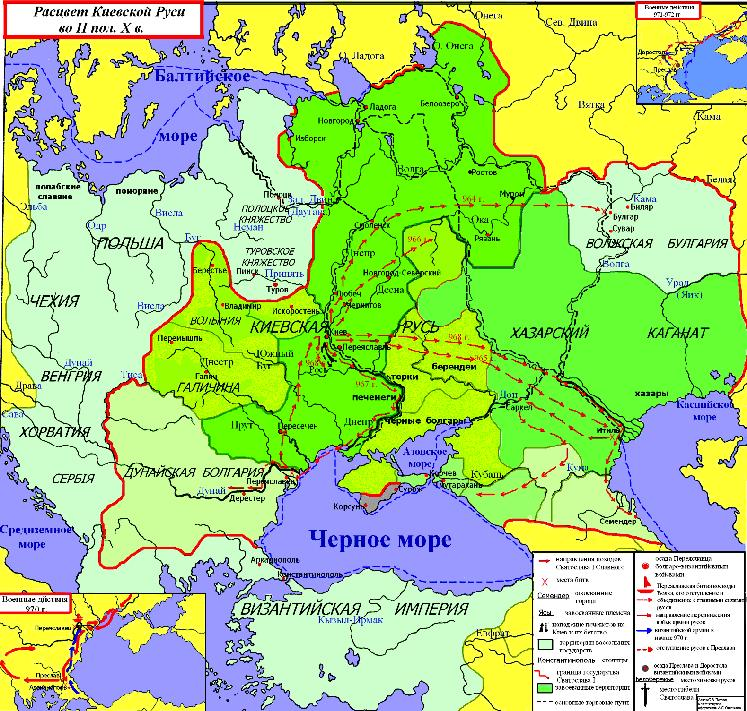
Русь во время правления Святослава І

Калокир договорился со Святославом об антиболгарском союзе, но вместе с тем попросил помочь ему отнять у Никифора Фоки византийский престол. За это, по версии византийских хронистов Иоанна Скилицы и Льва Диакона, Калокир пообещал «великие, бесчисленные сокровища из казны государственной», и право на все завоёванные болгарские земли.
В 968 году Святослав вторгся в Болгарию, разбил болгар в битве под Доростолом, взял множество городов и обосновался в устье Дуная, в Переяславце, куда к нему была выслана «дань с греков».
К 968—969 годам относится нападение на Киев печенегов. Святослав с конной дружиной возвратился на защиту столицы и отогнал печенегов в степь. Историки А. П. Новосельцев и Т. М. Калинина предполагают, что нападению кочевников способствовали хазары (хотя есть причины полагать что Византии это было не менее выгодно), а Святослав в ответ организовал второй поход против них, в ходе которого и был захвачен Итиль, а Хазария окончательно разгромлена.
Во время пребывания князя в Киеве скончалась его мать, княгиня Ольга, фактически правившая Русью в отсутствие сына. Святослав по-новому устроил управление государством: посадил сына Ярополка на киевское княжение, Олега — на древлянское, Владимира — на новгородское. После этого, осенью 969 года киевский князь снова пошёл на Болгарию с войском. «Повесть временных лет» передаёт его слова:

Не любо мне сидеть в Киеве, хочу жить в Переяславце на Дунае — ибо там середина земли моей, туда стекаются все блага: из Греческой земли золото, паволоки, вина, различные плоды; из Чехии и из Венгрии серебро и кони; из Руси же меха и воск, мёд и рабы.
— Повесть временных лет
Летописный Переяславец точно не идентифицирован. Иногда его отождествляют с Преславом или же относят к дунайскому порту Преславу Малому. По версии неизвестных источников (в изложении Татищева) в отсутствие Святослава его наместник в Переяславце, воевода Волк, был вынужден выдержать осаду со стороны болгар. Византийские источники скупо описывают войну Святослава с болгарами. Его войско на ладьях подошло к болгарскому Доростолу на Дунае и после сражения захватило его. Позднее была захвачена и столица Болгарского царства, Преслав Великий, причем царь Борис попал в плен к Святославу. После падения столицы вся страна быстро попала под контроль Святослава.

### Война с Византией (970—971)

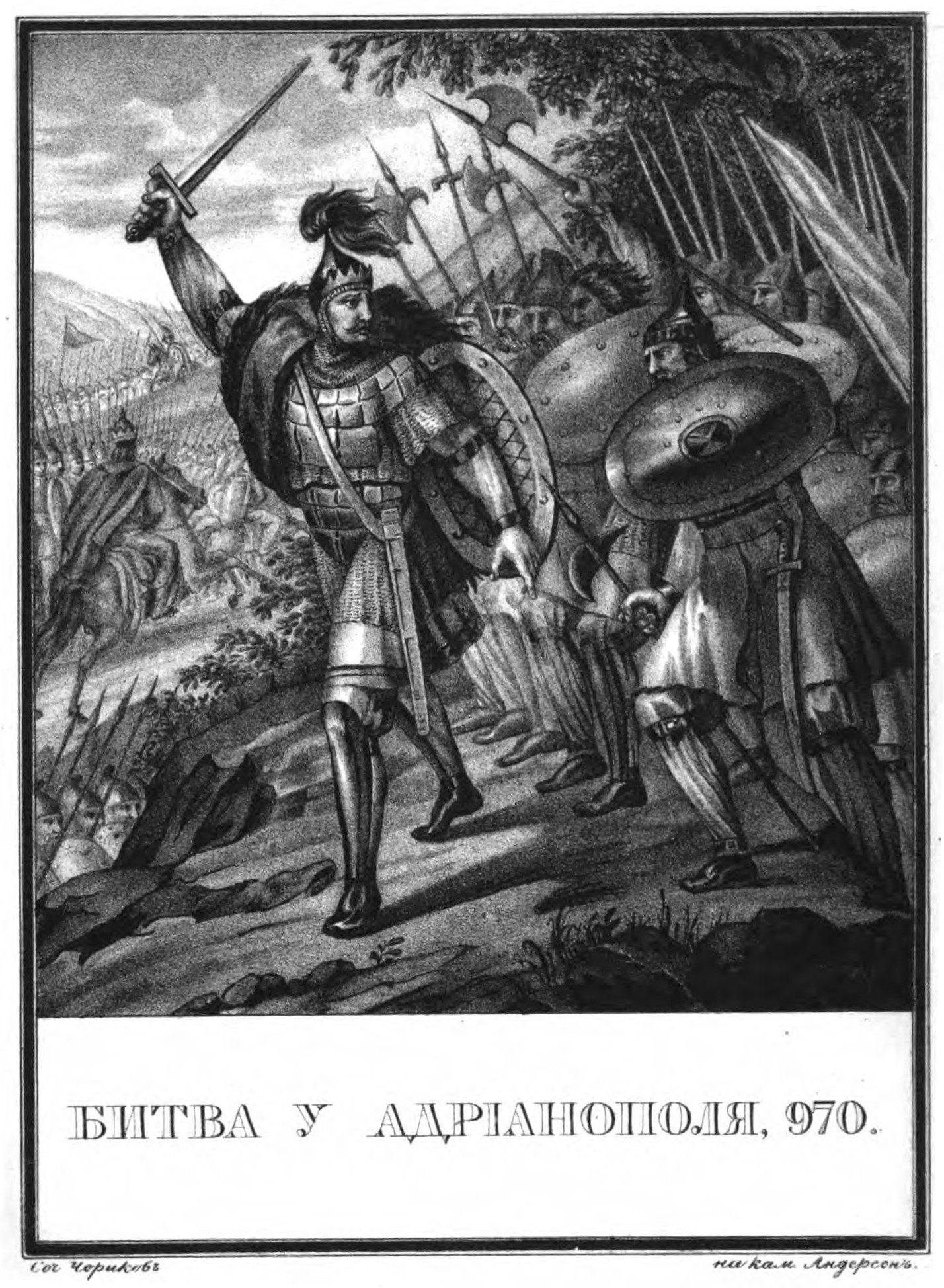
Б. А. Чориков. Святослав в битве с греками

Весной 970 года Святослав в союзе с болгарами, печенегами и венграми напал на владения Византии во Фракии. Численность союзников византийский историк Лев Диакон исчислял в более чем 30 000 воинов, в то время как византийский полководец Варда Склир имел под рукой от 10 до 12 тысяч солдат. Варда Склир избегал сражения в открытом поле, сохраняя силы в крепостях. Войско Святослава дошло до Аркадиополя (в 120 км от Константинополя), где и произошло генеральное сражение. По сообщениям византийских источников, были окружены и перебиты все печенеги, а затем были разгромлены основные силы Святослава. Древнерусская летопись излагает события иначе: по сведениям летописца, Святослав одержал победу, вплотную подошёл к Царьграду, но отступил, лишь взяв большую дань, в том числе и на погибших воинов. По версии Сюзюмова М. Я. и Сахарова А. Н., сражение, о котором рассказывает русская летопись и в котором русские одержали победу, было отдельным от битвы под Аркадиополем. Оно также произошло в 970 году, византийским войском командовал не упоминаемый при Аркадиополе патрикий Пётр, а противостояла ему та часть русского войска, которая не сражалась вместе с союзниками под Аркадиополем.
Оккупация Болгарии русами совершенно не устраивала Византию, поскольку вместо слабого и христианского соседа она получила сильного и языческого. Бесцеремонные действия Святослава убедили императора Иоанна Цимисхия в бесполезности дипломатии и он начал готовиться к войне. Подготовка длилась всю зиму 970—971 годов. В апреле Цимисхий во главе отряда из 5000 лучших воинов перешёл Балканские горы, в то время как основная часть византийской армии под командованием евнуха Василия Лакапина последовала за ними. Передовой отряд двигался так быстро, что русы были захвачены врасплох, и о походе императора они узнали, только когда он был уже почти у стен Преслава. В это время в городе находилось около 8000 русских, но в бой с авангардом Цимисхия они не вступили, укрывшись за стенами города.

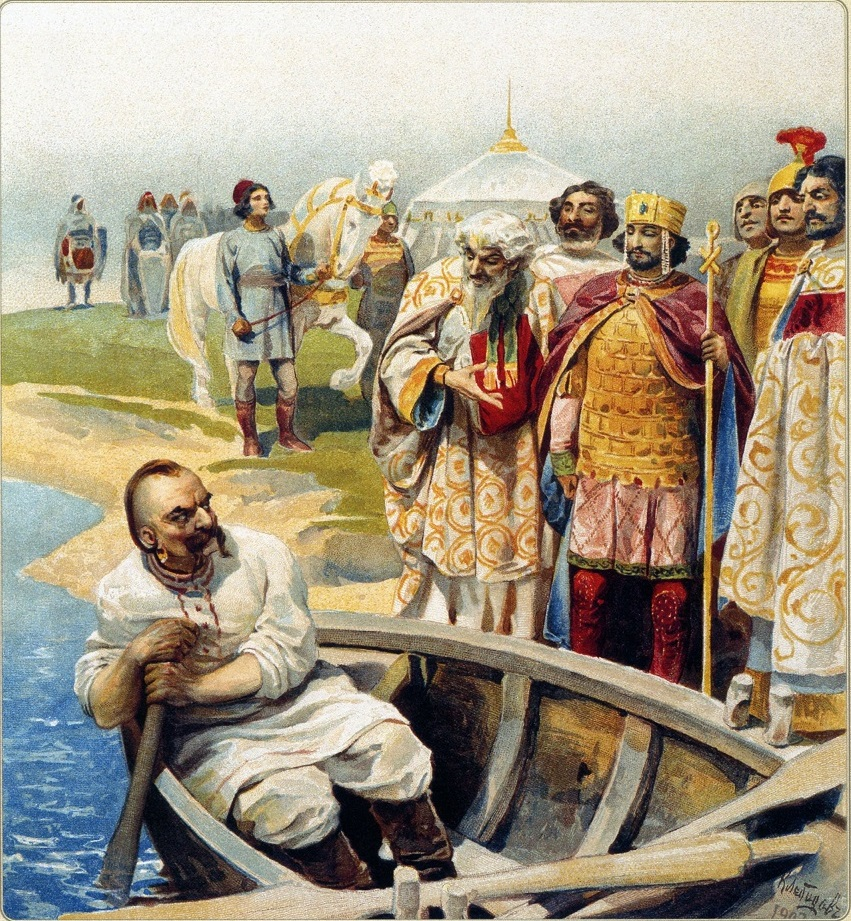
Встреча Святослава с Иоанном Цимисхием. К. В. Лебедев, 1916 год

Вскоре прибыла основная часть византийской армии и начался штурм. Тринадцатого апреля византийцы ворвались в город, но многие русские закрылись внутри дворца царя Симеона. Византийцы подожгли дворец и множество русов погибло в огне. Пожары нанесли городу большой ущерб, уничтожив в частности прославленную Золотую Церковь. Вскоре к городу подошёл Святослав с основными силами, надеясь вернуть столицу, однако вблизи г. Доростола на его пути встала армия Цимисхия. Русские укрылись в крепости, началась трёхмесячная осада. Потери русов росли, и Святослав стал искать мира. Он отправил к Цимисхию посланника с сообщением о готовности покинуть Болгарию. Стремясь завершить дело, Иоанн принял предложение. Был также возобновлен старый торговый договор, позволявший русским привозить свои товары в Константинополь. На обратном пути в Киев множество русских пали жертвами печенегов, включая самого Святослава.
Византийцы освободили Бориса II, однако к власти его не вернули. Столица Болгарии была переименована в Иоаннополис в честь императора, и там был поставлен византийский наместник. Вся восточная Болгария была присоединена к Византии, независимость сохранили только западные области. Борис II был публично лишен царской короны и регалий, которые поместили на алтарь Святой Софии. Бывший царь остался жить в Константинополе, получив от императора сан магистра.

### Гибель

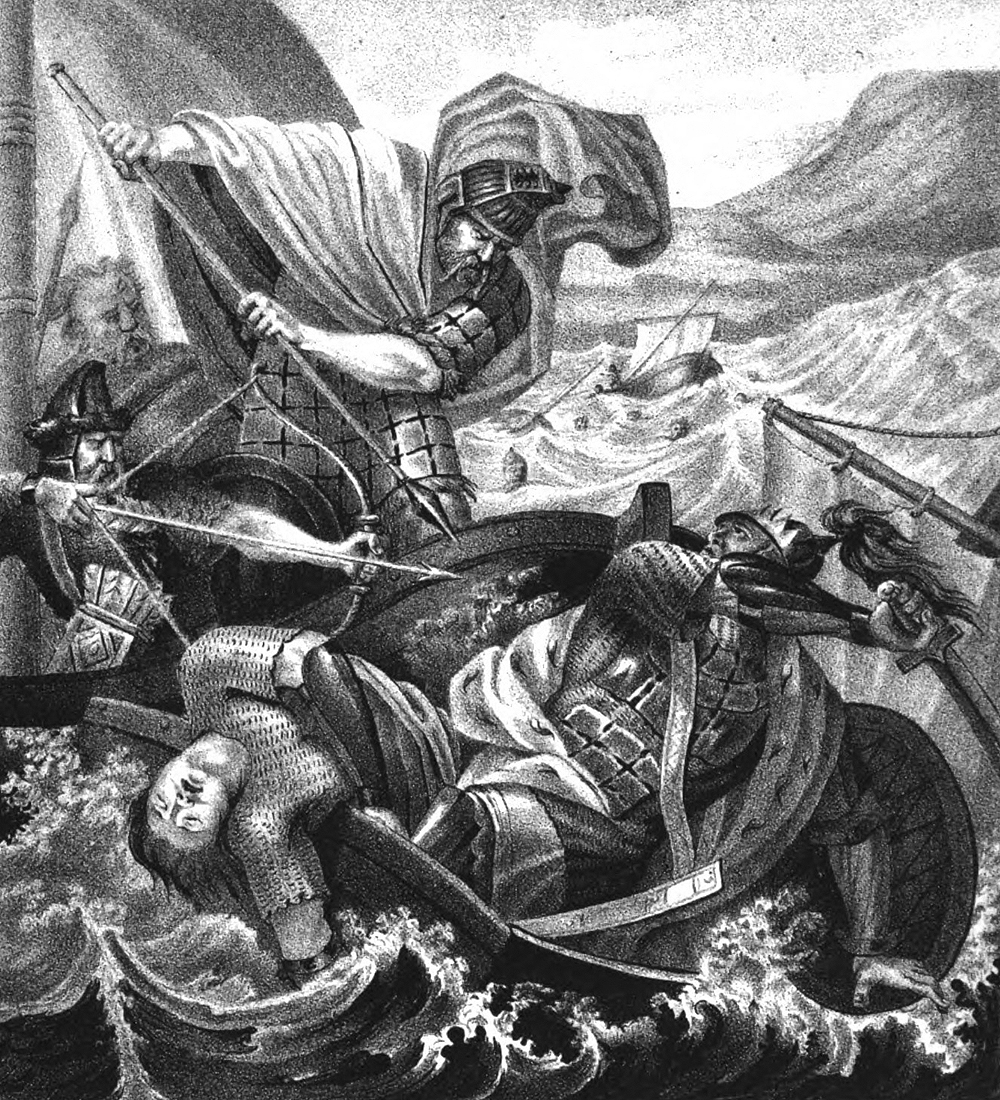
Кончина Святослава. Чориков Б. А. «Живописный Карамзин, или Русская история в картинках» (1836 год)

По заключении мира Святослав благополучно достиг устья Днепра и на ладьях отправился к порогам. Воевода Свенельд говорил ему: «Обойди, князь, пороги на конях, ибо стоят у порогов печенеги». Попытка Святослава в 971 году подняться по Днепру не удалась, пришлось ему зимовать в устье Днепра, а весной 972 года он решил повторить попытку. Однако печенеги по-прежнему сторожили русов. В схватке Святослав погиб:

Когда наступила весна, отправился Святослав к порогам. И напал на него Куря, князь печенежский, и убили Святослава, и взяли голову его, и сделали чашу из черепа, оковав его, и пили из него. Свенельд же пришёл в Киев к Ярополку.
— Повесть временных лет
Гибель Святослава в бою с печенегами подтверждает и Лев Диакон:

Сфендослав оставил Дористол, вернул согласно договору пленных и отплыл с оставшимися соратниками, направив свой путь на родину. По пути им устроили засаду пацинаки — многочисленное кочевое племя, которое пожирает вшей, возит с собою жилища и бо́льшую часть жизни проводит в повозках. Они перебили почти всех [росов], убили вместе с прочими Сфендослава, так что лишь немногие из огромного войска росов вернулись невредимыми в родные места.
— Лев Диакон

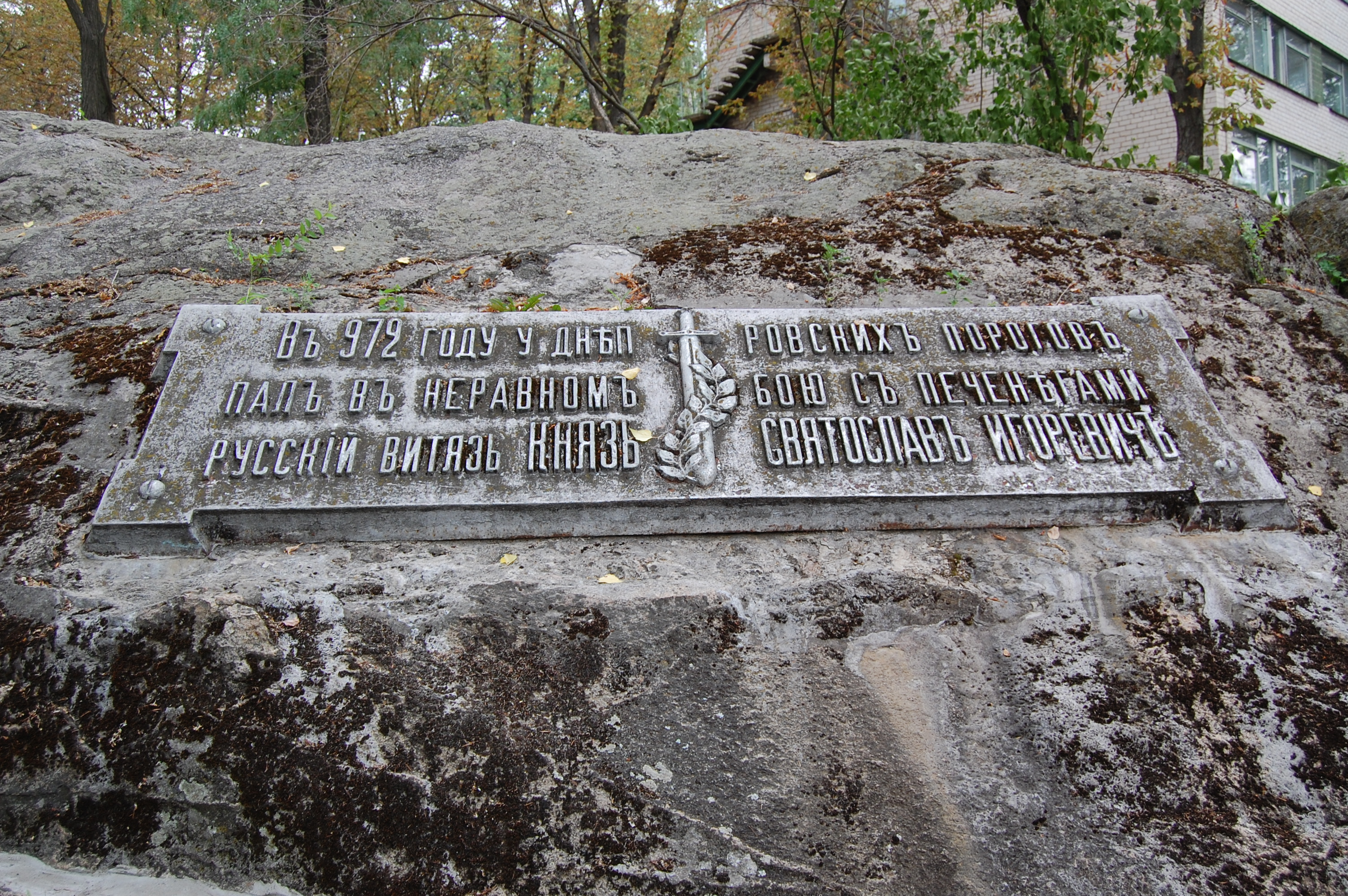
Памятная плита на вероятном месте гибели Святослава близ села Никольское-на-Днепре

Начиная с Н. М. Карамзина, многие историки предполагают, что именно византийская дипломатия убедила печенегов атаковать Святослава. В трактате Константина Багрянородного «Об управлении империей» говорится о необходимости союза [Византии] с печенегами для защиты от росов и венгров («Стремитесь к миру с печенегами»), а также, что печенеги представляют серьёзную опасность для русов, преодолевающих пороги. На основании этого подчёркивается, что использование печенегов для устранения враждебного князя произошло в соответствии с византийскими внешнеполитическими установками того времени. Хотя «Повесть временных лет» называет в качестве организаторов засады не греков, а переяславцев (болгар), а Иоанн Скилица сообщает, что византийское посольство, напротив, просило печенегов пропустить русов.
В отличие от летописных дат смерти русских князей Олега и Игоря, дата гибели Святослава проверяется и подтверждается другим источником («Историей» Льва Диакона).
«Повесть временных лет» объясняет гибель Святослава его отказом матери, которая хотела крестить его (то есть нарушением традиционного правового принципа подчинения родительской власти):
Он же не послушался матери, продолжая жить по языческим обычаям. Если кто матери не послушает — в беду впадёт, как сказано: «Если кто отца или матери не послушает, то смерть примет».Повесть временных лет

## Внешность

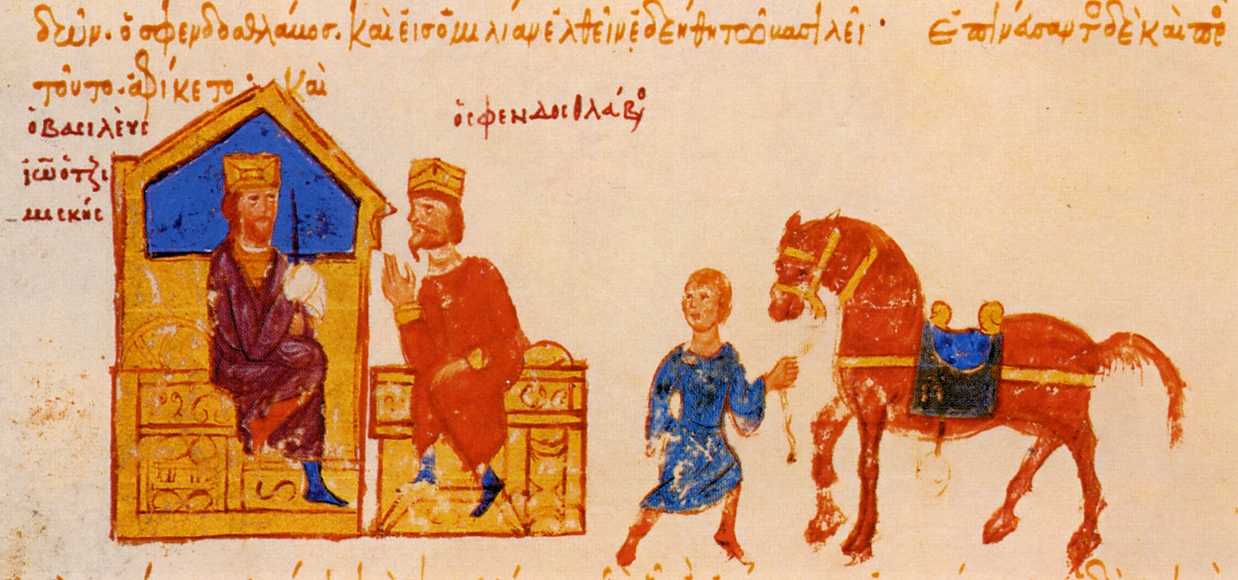
Встреча Иоанна Цимисхия и Святослава. Изображение из «Мадридской рукописи» Иоанна Скилицы

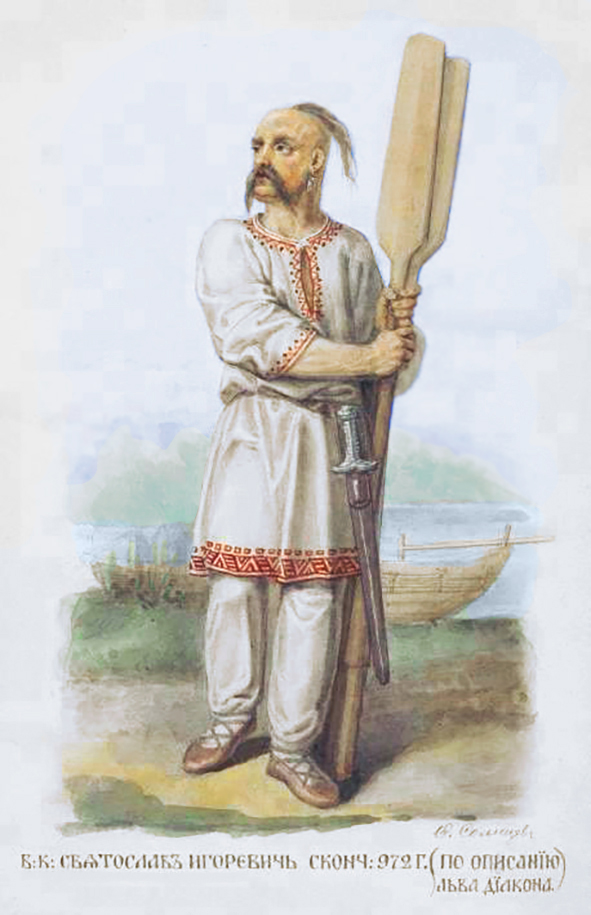
Святослав Игоревич (по описанию Льва Диакона). Фёдор Солнцев «Одежды Русского государства»

Лев Диакон оставил колоритное описание внешности Святослава при его встрече с императором Цимисхием после заключения мира:

Показался и Сфендослав, приплывший по реке на скифской ладье; он сидел на веслах и грёб вместе с его приближёнными, ничем не отличаясь от них. Вот какова была его наружность: умеренного роста, не слишком высокого и не очень низкого, с густыми бровями и светло-синими глазами, курносый, безбородый, с густыми, чрезмерно длинными волосами над верхней губой. Голова у него была совершенно голая, но с одной стороны её свисал клок волос — признак знатности рода; крепкий затылок, широкая грудь и все другие части тела вполне соразмерные, но выглядел он угрюмым и диким. В одно ухо у него была вдета золотая серьга; она была украшена карбункулом, обрамлённым двумя жемчужинами. Одеяние его было белым и отличалось от одежды его приближённых только заметной чистотой.
— Лев Диакон
Некоторые детали описания внешности Святослава Львом Диаконом допускают неоднозначное толкование. Так, вместо лат. barba rasa — безбородый, допустим перевод с редкой бородой, а клок волос может свисать не с одной, а с двух сторон головы. Именно таким — с редкой бородой и двумя косами — предстаёт Святослав на страницах «Истории» С. М. Соловьёва.
Плоский нос, а не курносый указан в первом переводе на русский Д. Поповым.
Примечателен комментарий М. Я. Сюзюмова и С. А. Иванова касательно описания внешности, приведённого Диаконом:

Лев Диакон так описывает мирные переговоры, как будто сам был их очевидцем. Но вряд ли это так. Он, возможно, правильно — по рассказам очевидцев — рисует наружность Святослава, но повествование его не вызывает доверия из-за особого пристрастия подражать древним авторам. В данном случае, как показал Газе (489), описание наружности Святослава напоминает описание Приском Аттилы.
— Сюзюмов М. Я., Иванов С. А.

## Сыновья
Известны сыновья Святослава Игоревича:
- Ярополк Святославич, князь киевский;
- Олег Святославич, князь древлянский;
- Владимир Святославич, князь новгородский, князь киевский, креститель Руси.

Имя матери Ярополка и Олега история не сохранила, в отличие от матери Владимира Малуши (в официальном браке с ней Святослав не состоял, она была лишь наложницей).
Иоанн Скилица также упоминает «брата Владимира, зятя василевса» Сфенга, который в 1016 году помог византийцам подавить восстание Георгия Цула в Херсонесе. В древнерусских летописях и других источниках имя Сфенга не встречается. По гипотезе А. В. Соловьева, здесь имеется в виду не брат, а сын Владимира и внук Святослава Мстислав.

## Оценка в историографии
Русский историк Н. М. Карамзин назвал его Александром (Македонским) русской древней истории. По словам советского историка академика Б. А. Рыбакова, походы Святослава 965—968 годов «представляют собой как бы единый сабельный удар, прочертивший на карте Европы широкий полукруг от Среднего Поволжья до Каспия и далее по Северному Кавказу и Причерноморью до балканских земель Византии».
Иначе оценивал заслуги Святослава С. М. Соловьёв:
Святослав представлен образцом  князя-воина, который с своею отборною дружиною покинул Русскую землю для подвигов отдаленных, славных для него и бесполезных для родной земли.Соловьёв С. М.
Говоря о походах Святослава, историк А. А. Шахматов отмечал, что их «двигателями оказываются не государственные интересы, а хищнические инстинкты».
Украинский историк М. С. Грушевский назвал Святослава «чистым запорожцем на киевском престоле».
Согласно Британской энциклопедии (раздел History of Russia), «последовательная история первого восточнославянского государства начинается с князя Святослава (умер в 972 г.)»; более ранний период отнесён к подразделу «Предыстория и возникновение Руси», Prehistory and the rise of the Rus.

## В искусстве

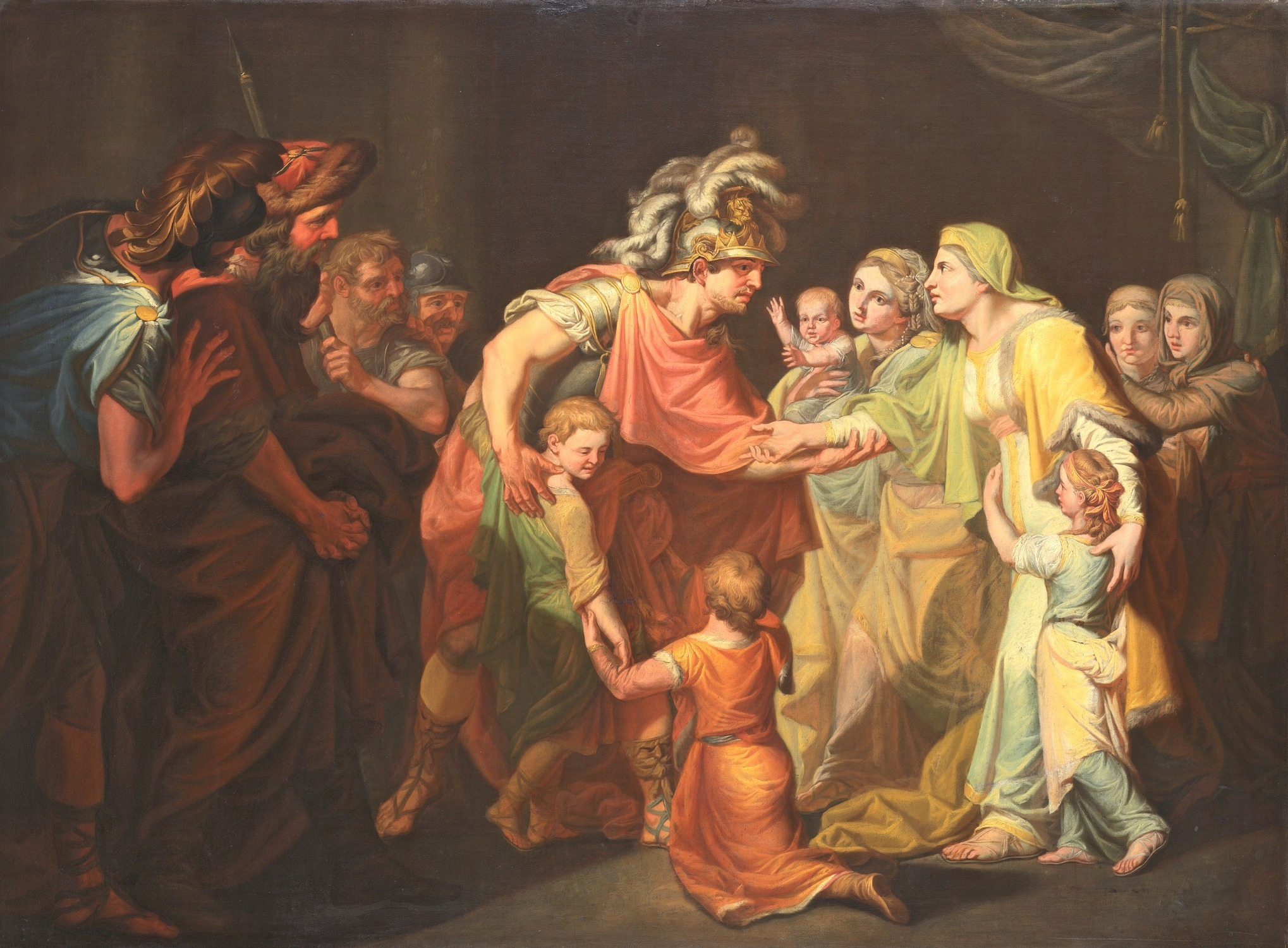
И. А. Акимов. Великий князь Святослав, целующий мать и детей своих по возвращении с Дуная в Киев (1773 год)

Впервые личность Святослава привлекла внимание русских художников и поэтов во время русско-турецкой войны 1768—1774 годов, действия которой, как и события кампаний Святослава, развернулись на Дунае. Среди созданных в это время произведений следует отметить трагедию «Ольга» Я. Б. Княжнина (1772), в основу сюжета которой положена месть Ольги за убийство древлянами её мужа Игоря. Святослав предстаёт в ней в качестве главного героя. Соперник Княжнина Н. П. Николаев тоже создал пьесу, посвящённую жизни Святослава. В картине И. А. Акимова «Великий князь Святослав, целующий мать и детей своих по возвращении с Дуная в Киев» показан конфликт между военной доблестью и верностью семье, отражённый в русских летописях:
Ты, князь, ищешь чужой земли и о ней заботишься, а свою покинул, а нас чуть было не взяли печенеги, и мать твою, и детей твоих.
В XIX веке интерес к Святославу несколько уменьшился. Одну из своих «Дум» посвятил этому князю Кондратий Рылеев. Повесть А. Ф. Вельтмана «Райна, королевна болгарская» (1843), посвящённая болгарским походам, была издана Иоакимом Груевым на болгарском языке в 1866 году в Вене, Добри Войников на её основе поставил в Болгарии драму «Райна-княгиня», а выполненные художником Николаем Павловичем иллюстрации к «Райне…» (1860—1880) вошли в классику болгарского изобразительного искусства. Чуть ранее эпизод со Святославом был включён Вельтманом в роман «Светославич, вражий питомец. Диво времён Красного Солнца Владимира» (1837). В 1862 году горельеф Святослава в ряду тридцати шести военных полководцев и героев был изображён на памятнике Тысячелетие России (скульптор М. О. Микешин). Здесь его портрет следовал за позднесредневековой изобразительной традицией из царских титулярников — князь был изображён в шлеме. Около 1880 года К. В. Лебедев написал картину, проиллюстрировавшую описание Льва Диакона встречи Святослава с Цимисхием.
В начале XX века Е. А. Лансере создал скульптуру «Святослав на пути к Царь-граду». В 1910 году в память о гибели Святослава Игоревича у днепровского порога Ненасытецкого был установлен памятный знак. Он представляет собой чугунную мемориальную плиту (площадью ок. 2 м²), укреплённую на массивном гранитном валуне. Валун увенчан вазой, установленной на стилизованной античной колонне. Это один из редчайших сохранившихся дореволюционных памятников, посвящённых Древней Руси.
Святославу посвящены стихотворения Велимира Хлебникова, Валерия Брюсова, исторический роман «Святослав» (1958) украинского писателя Семёна Скляренко и повесть «Чёрные стрелы вятича» В. В. Каргалова. Образ Святослава создан Михаилом Казовским в его историческом романе «Дочка императрицы» (1999). В романах Александра Мазина «Место для битвы» (2001) (окончание романа), «Князь» (2005) и «Герой» (2006) подробно описан жизненный путь Святослава, начиная от сражения с древлянами в 946 году, и заканчивая смертью в сражении с печенегами. В романе Сергея Алексеева «Аз Бога Ведаю!» подробно описан жизненный путь Святослава, его борьба с Хазарским каганатом и смерть на Днепровских порогах. Роман «Улеб Твердая Рука» (1978) писателя Игоря Коваленко посвящён периоду правления на Руси киевского князя Святослава.
Образ Святослава популярен в неоязыческой литературе и искусстве. В 2003 году вышла книга Льва Прозорова «Святослав Хоробре. Иду на вы!». В последующие годы книга неоднократно переиздавалась.
В постсоветское время были установлены памятники Святославу Игоревичу в Киеве (два памятника), селе Старые Петровцы Киевской области, Запорожье, Мариуполе, Серпухове.
Определённый общественный резонанс вызвал проект памятника князю Святославу работы известного российского скульптора В. М. Клыкова, который первоначально предполагалось установить в Белгороде. Скульптурная композиция, посвящённая 1040-летию разгрома Хазарского каганата, была изготовлена по инициативе возглавляемого В. М. Клыковым Международного фонда славянской письменности и культуры. Представители Федерации еврейских общин России (ФЕОР) и Евро-азиатского еврейского конгресса (ЕАЕК) выразили протест по поводу изображения на щите поверженного хазарского воина звезды Давида, усматривая в этом антисемитские мотивы. В результате Правительство Белгородской области вначале отложило открытие памятника, а затем он был установлен в селе Холки Чернянского района Белгородской области (при этом вызвавший скандал элемент скульптурной композиции был видоизменён).
Портрет Святослава используется в эмблеме ультрас киевского футбольного клуба «Динамо», кроме того, название «Святослав» носит печатное издание болельщиков киевского «Динамо».
В 1983 году режиссёром Юрием Ильенко был снят художественный кинофильм «Легенда о княгине Ольге», в роли Святослава — Лесь Сердюк, а также Филипп Ильенко — Святослав в детстве.
В 1994 году вышел российский мультфильм «Страницы Российской истории. Земля предков». В нём показан молодой Святослав вместе со своей матерью.
В фильме режиссёра Булата Мансурова «Сага древних булгар. Лествица Владимира Красное Солнышко» (2004) роль Святослава Игоревича сыграл актёр Борис Хмельницкий.
В 1989 году вышел исторический роман Вадима Каргалова «Святослав» (переиздан в 2004 году).
«Рюриковичи. История первой династии»(2019; Россия) — докудрама, режиссер Максим Беспалый. В роли Святослава — Андрей Камин

## Галерея

Вероятное место гибели Святослава на Хортице
Памятник Святославу в Запорожье
Памятник Святославу в Белгородской области, с. Холки. Скульптор Вячеслав Клыков, 2005 год
Памятник князю Святославу в Мариуполе
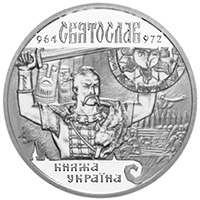
Святослав на украинской монете
Киевский князь Святослав Игоревич. Автор скульптуры — Василий Селиванов. Установлен в городе Серпухове в 2014 году
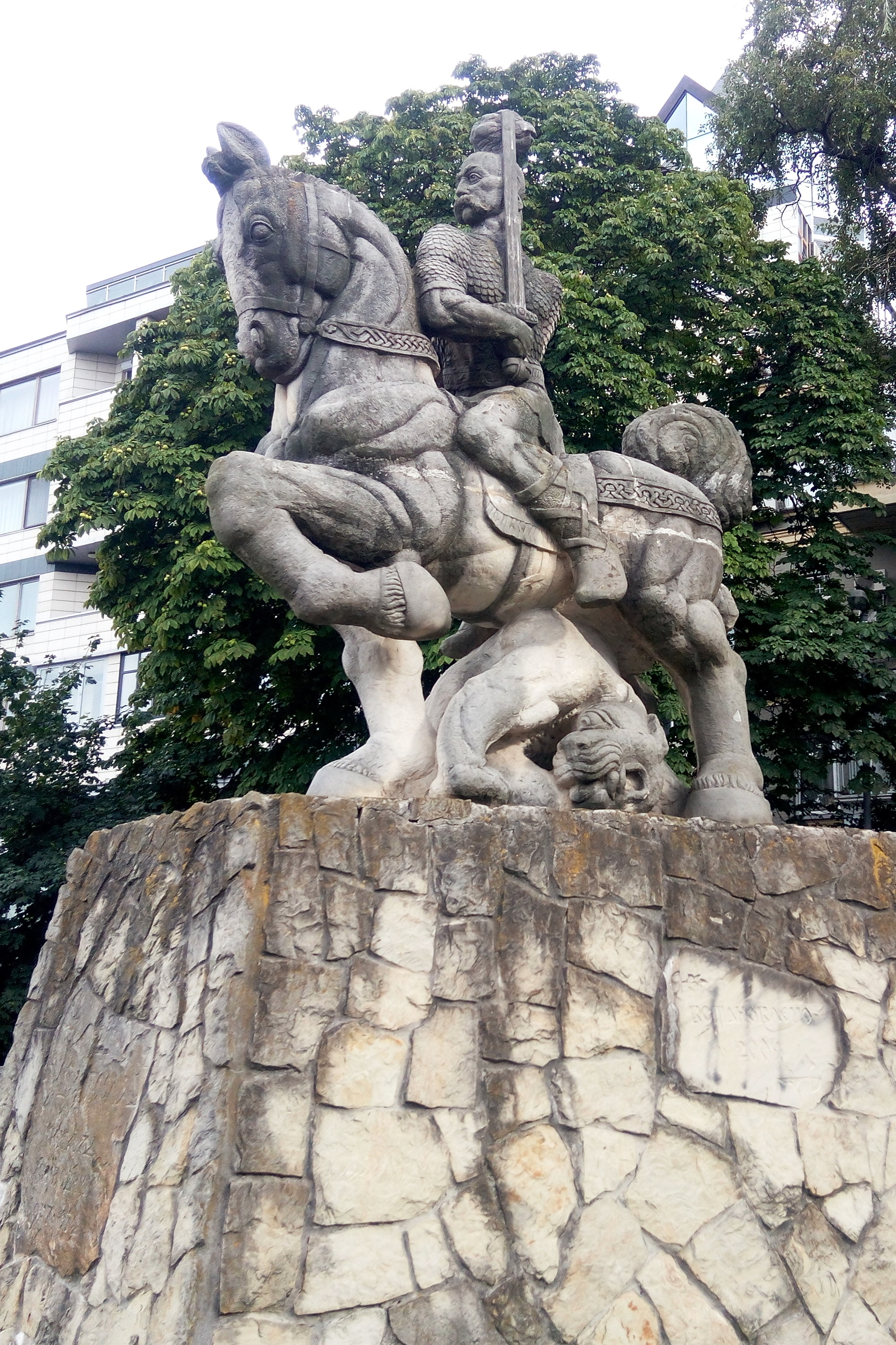
Памятник князю Святославу на Пейзажной аллее. Дар городу Киеву в 2004 году Скульптор — А. Пергаменщик, архитектор — К. Пергаменщик.
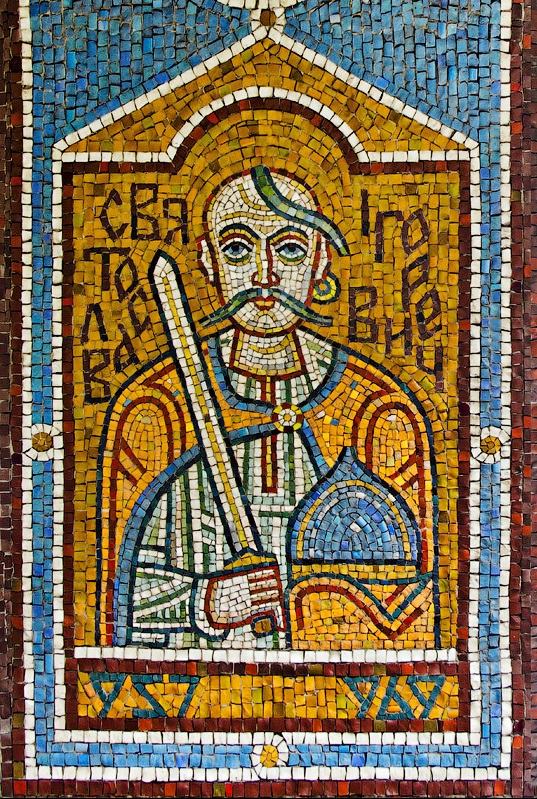
Святослав Игоревич. Мозаика на станции «Золотые ворота» Киевского метрополитена